# 박혜숙
박혜숙(朴惠淑, 1948년 8월 13일 ~ )은 대한민국의 배우이다.

## 생애
1968년 영화 《백야》의 단역을 통하여 영화배우로 첫 데뷔하였고 이듬해 1969년 영화 《눈 나리는 밤》에 단역 출연하였고 이어 같은 해 1969년 연극배우 데뷔하였으며 곧이어 같은 해 1969년 TBC 동양방송 특채로 동양방송 TV 드라마에 첫 출연하였고 1년 후 1970년 서울중앙방송(지금의 KBS 한국방송공사) 9기 공채 탤런트 정식 데뷔하였다. 슬하에 아들이 있으며 현재 광주지방검찰청 순천지청에 근무하고있다.

## 학력
- 전주성심여자고등학교 졸업
- 수도여자사범대학 무용교육학과 전문학사

## 출연작

### 연극
- 《세종대왕》 ... 의안군부인 교하 노씨[2] 역(단역)

### 텔레비전 드라마
- 《대한국인》(1979년,KBS) - 김아려 역
- 《토지》(1979년, KBS)
- 《길》(1981년, 1981년)
- 《갈매기처녀》(1983년, KBS2)
- 《불꽃놀이》(1984년 ~ 1985년)
- 《아리수별곡》(1986년, KBS1)
- 《노다지》(1986년 ~ 1987년, KBS1)
- 《사모곡》(1987년, KBS2) - 나승희
- 《노다지》(1987년, KBS1)
- 《한씨 연대기》(1988년, KBS1)
- 《조선백자 마리아상》(1988년, KBS1)
- 《암소》(1989년, KBS1)
- 《왕룽일가》(1989년, KBS2) - 은실네
- 《우리 동네》(1989년, KBS1)
- 《꽃 피고 새 울면》(1990년, KBS1)
- 《대추나무 사랑걸렸네》(1990년, KBS2)
- 《일출봉》(1992년, MBC) - 업산의 생모, 이씨
- 《아들과 딸》(1993년, MBC) - 성자 모
- 《떠도는 혼》(1993년, KBS1)
- 《친애하는 기타 여러분》(1993년, SBS) - 이무정의 아내
- 《여울목》(1994년, MBC) - 나승희
- 《원지동 블루스》(1996년, KBS2)
- 《아름다운 죄》(1997년, SBS) - 병구 모
- 《황금 깃털》(1997년, MBC)
- 《욕망》(1997년, MBC) - 송미연의 이모
- 《왕룽의 대지》(2000년, SBS)
- 《아버지와 아들》(2001년, SBS) - 애월댁
- 《새엄마》(2001년, KBS1) - 사부인 (효동댁)
- 《해 뜨는 집》(2002년, SBS)
- 《찔레꽃》(2003년, KBS1) - 나옥녀
- 《토지》(2004년, SBS) - 봉순네
- 《불멸의 이순신》(2004년, KBS1) - 넙출네
- 《신입사원》(2005년, MBC) - 공혜자
- 《아현동 마님》(2007년, MBC) - 장 여사
- 《사랑해》(2008년, SBS) - 영희/진희 모
- 《압록강은 흐른다》 (2008년, SBS) - 구월
- 《사랑하길 잘했어》(2010년, KBS2) - 경자
- 《신의 선물 - 14일》 (2014년, SBS) - 장미순
- 《압구정 백야》 (2014년, MBC) - 문정애
- 《아이가 다섯》(2016년, KBS2) - 오미숙
- 《아버지가 이상해》 (2017년, KBS2) - 김말분 역

### 영화
- 《백야》 (1968년)
- 《눈 나리는 밤》 (1969년)
- 《불꺼진 창》(1976년)
- 《가고파》(1984년)
- 《이별없는 세대》(1984년)
- 《이별없는 아침》(1985년)
- 《허튼소리》(1986년)
- 《담다디》(1989년)
- 《걸어서 하늘까지》(1992년)
- 《초록물고기》(1997년)
- 《해가 서쪽에서 뜬다면》(1998년)
- 《오래된 정원》(2007년)
- 《숙명》(2008년)
- 《은밀하게 위대하게》(2013년)

### CF 활동
- 삼성제약 디판토 (1987년) - 이영후와 함께 출연.
- 피죤 피죤 (1987년 / 1989년)